# 2008年夏季残疾人奥林匹克运动会火炬接力
2008年夏季殘疾人奧林匹克運動會火炬接力，是指在2008年8月28日於北京採集的一刻開始，至燃點至2008年9月6日晚在北京國家體育場聖火火盤的一刻。

## 火炬
本屆奧運的火炬稱為「祥雲」，是由聯想（北京）有限公司創新設計中心所設計，其靈感來自「淵源共生，和諧共融」的祥雲圖案，具有代表中國文化的標誌。長72厘米的「祥雲」，重985克，以清潔燃料丙烷為燃料，燃燒時間15分鐘，在零風速下火焰高度25至30厘米，能在每小時65公里的強風和每小時50毫米的大雨情況下保持燃燒。製造上採用輕薄高品質铝合金和中空塑件設計的工藝，下半部噴塗高觸感塑膠漆，手感舒適不易滑落。最終，航天科工集團在聯想（北京）有限公司共同協作完成了火炬外形與燃燒系統結合的火炬樣品製作工作，形成北京2008年奧運會火炬的完整設計，於2007年1月報經國際奧委會批准後正式使用。

## 原定路線
2008年夏季残奥会火炬接力原定于在温哥华、香港、伦敦、索契四个境外城市（残奥城市线）和北京、深圳、重庆、武汉、上海、青岛、大连、天津（时代风采线）黄帝陵、西安、呼和浩特、乌鲁木齐、成都、长沙、南京、洛阳（中华文明线）20个城市进行，寓意残奥会20个运动项目，此方案于北京中華世紀壇在中共中央政治局常委、全国政协主席賈慶林和國際奧委會主席菲利普的見證下公布。

## 路线调整
因汶川地震，北京奥运会组委会于2008年6月宣布，取消四个境外城市和成都、重庆、乌鲁木齐、天津四个境内城市的火炬传递活动。

## 传递路线
北京傷殘奧運會火炬接力活動只在境内进行、两条路线同时传递。路線名稱是為「時代風采線」以及「中華文明線」。火炬接力活動以「超越、融合、共享」為主題，口號是「點燃激情，奉献关爱」。火炬接力活動歷時9天，11个省、自治区、直辖市，12个城市和地区。
北京傷殘奧運聖火將於2008年8月28日，在北京天坛取火；北京傷殘奧運聖取自天坛，寓意「天人合一」的中国传统文化核心理念，体现中国人对「人与自然和谐」的追求，同时契合北京残奥会会徽「天、地、人」的理念。
聖火然後分為上述的两條路線傳遞；聖火大約在9月6日全部抵達北京，然後當晚在國家體育場点燃主火炬。
下列均為聖火傳遞路線計劃順序經過的城市：

### 時代風采線
残奥会火炬接力将从北京出发，传递到东部沿海改革开放的前沿城市和中部经济发展的代表城市，突出东部沿海地区经济建设在中国改革开放进程中带头作用的同时，也展示了中部地区经济崛起的成果。「时代风采线」集中展现了中国改革开放以来社会主义建设的伟大成就和时代风采。下列是為時代風采線的傳遞城市：
1. 北京
2. 深圳
3. 武汉
4. 上海
5. 青岛
6. 大连
7. 北京

### 中华文明線
残奥会火炬接力将途经中国著名的文化古都与历史名城，充分体现中华民族在不同历史时期创造的灿烂文化，凸显了具有代表性的地域文明和民族文化特色，「中华文明线」充分展现了中华文明的悠久历史和壮丽秀美的自然风貌。下列是為中华文明線的傳遞城市：
1. 北京
2. 黄帝陵（黄帝陵并不是城市，隶属于延安市，故有11个城市，12个地区之说）
3. 西安
4. 呼和浩特
5. 长沙
6. 南京
7. 洛阳
8. 北京

## 火炬手
计划火炬手850名，其中伤残人士比例为20%左右。

## 采火
2008年8月28日10时，2008年夏季残奥会火种采集暨火炬接力启动仪式在北京天坛祈年殿前举行。濮存昕和杨澜主持仪式前文艺表演，北京市市长、北京奥组委执行主席郭金龙主持仪式，中华人民共和国总理温家宝等中国国家领导人和国际残奥会主席菲利普·克雷文出席。

        仪式前进行了一段时间的文艺表演，然后中华人民共和国国旗和国际残奥会会旗先后入场，全国政协副主席、中国残疾人联合会主席、北京奥组委执行主席邓朴方、国际残奥会主席菲利普·克雷文与北京奥组委主席刘淇分别致辞。

        圣火使者姜馨田通过凹面镜取得圣火，然后点燃由著名残疾人运动员金晶手中的火种盆，刘淇点燃火炬，总理温家宝点燃圣火盆并宣布火炬接力开始，护卫队员分别点燃两盏不同路线的火种灯。

        仪式最后在歌曲《We are the World》中结束。

## 传递过程

### 中华文明线传递
2008年8月29日，2008年夏季残奥会火炬在古都西安传递，传递地点为西安城墙上，起点为东门城楼，终点为南门瓮城，全长3.1公里，共70名火炬手参与，其中残障人士11人。第一棒火炬手为退役残疾人田径运动员张辉担任首棒火炬手，末棒火炬手是西安市肢体残疾人协会副主席、残疾人企业家李辉民，他于10时许点燃终点瓮城的圣火盆。
2008年8月30日，2008年夏季残奥会火炬在呼和浩特传递，传递地点为，起点为成吉思汗广场，终点为呼和浩特市体育场南门瓮城，全长3.1公里，共70名火炬手参与，其中残障人士人。第一棒火炬手为内蒙古自治区残疾人联合会党组书记、理事长杨志民，末棒火炬手为退役残疾人田径运动员张辉担任首棒火炬手，末棒火炬手为内蒙古广宇集团董事长、残疾人企业家陈国义。
2008年8月31日，2008年夏季残奥会火炬在长沙传递，传递地点为，起点为长沙市妇女儿童活动中心，终点为湖南省游泳中心内的湘籍奥运明星广场，全长3公里，共70名火炬手参与，其中残障人士13人。第一棒火炬手为亚特兰大残奥会游泳冠军朱伟民，末棒火炬手为因公残疾的长沙市公安局巡警支队副大队长谭跃华。
2008年9月2日，2008年夏季残奥会火炬在南京传递，传递地点为城区，起点为中山陵博爱广场，终点为明孝陵金水桥广场，全长3公里，共60名火炬手参与，其中残障人士为12人。第一棒火炬手为中国首位轮椅上的女博士，南京师范大学副教授候晶晶，末棒火炬手为江苏省残疾人体育训练中心田径教练周增福
2008年9月4日，2008年夏季残奥会火炬在洛阳传递，传递地点为龙门石窟，起点为龙门石窟，终点为龙门标志石广场，全长3公里，共60名火炬手参与，其中残障人士为9人。第一棒火炬手为帕运游泳世界纪录保持者、公交公司职工朱红艳，末棒火炬手为刘峥伟

### 时代风采线传递
2008年8月30日，2008年夏季残奥会火炬在深圳传递，传递地点为莲花山广场，起点为山顶邓小平铜像，终点为百艺广场，全长3.1公里，共70名火炬手参与，其中残障人士约占20%。第一棒火炬手为北京奥运会女子20公里竞走比赛第四名刘虹，末棒火炬手为优秀残疾人代表潘建平
2008年8月31日，2008年夏季残奥会火炬在武汉传递，传递地点为武汉经济技术开发区，起点为武汉体育中心体育场，终点为武汉体育中心体育馆，全长3公里，共60名火炬手参与，其中残障人士10人。第一棒火炬手为汉城残奥会乒乓球冠军程瑜，末棒火炬手为远南残运会田径冠军文青
2008年9月1日，2008年夏季残奥会火炬在上海传递，传递地点为松江新城，起点为上海对外贸易学院，终点为上海阳光康复中心，全长3.1公里，共60名火炬手参与，其中残障人士10人。第一棒火炬手为纽约残奥会跳远冠军赵继红，末棒火炬手为北京奥运会游泳运动员庞佳颖
2008年9月2日，2008年夏季残奥会火炬在青岛传递，传递地点为城区，起点为青岛奥林匹克帆船中心，终点为五四广场，全长4.25公里（其中海上传递1公里），共70名火炬手参与，其中残障人士为20%。第一棒火炬手为雅典残奥会田径女子200米T11级冠军吴春苗，末棒火炬手为北京奥运会游泳女子4X100米混合泳接力铜牌运动员周雅菲
2008年9月3日，2008年夏季残奥会火炬在大连传递，传递地点为城区，起点为星海广场，终点为大连森林公园，全长3.8公里，共70名火炬手参与，其中残障人士14人。第一棒火炬手为大连市残疾人联合会党组书记、理事长李扬，末棒火炬手为大连市委副书记里景瑞

### 北京城市传递
2008年9月5日，2008年夏季残奥会火炬在北京传递，来自“中华文明”和“时代风采”两条线的火种在起跑仪式上汇合，传递地点为中华世纪坛和颐和园，起点为中华世纪坛，终点为颐和园十七孔桥，全长6.5公里（含水上距离），其中在颐和园水上进行了“之”字型传递，共120名火炬手参与，其中残障人士30%。第一棒火炬手为中国残疾人田径和击剑运动员汪涓，末棒火炬手为北京市东城区特殊教育学校校长周晔。国际残奥会主席菲丽普·克雷文参与了当日的传递。
2008年9月6日，2008年夏季残奥会火炬继续在北京传递，传递地点为朝阳公园起点为礼花广场，终点为沙滩排球场，全长5.5公里，共120名火炬手参与，其中残障人士40人。第一棒火炬手为中国轮椅篮球队教练员徐元生，末棒火炬手为前中国残联理事长赵济华。同样，最后没有点燃圣火盆，而是直接点燃火种灯，并由圣火护卫直接转运至国家体育场。

### 主体育场最终传递
2008年9月6日晚，2008年夏季残奥会火炬由金晶带入主体育场，经过武云虎、张宏伟、张海东、孙长亭、平亚丽共6棒传递后，由平亚丽传递给最后一棒火炬手，也就是点燃主火炬的残奥会男子跳高三连冠运动员侯斌。

## 圣火点燃
侯斌自行拉拽钢丝使轮椅向上30米左右来到点火台，象征运动员顽强拼搏的精神，并点燃主火炬。